# Mare preot (iudaism)

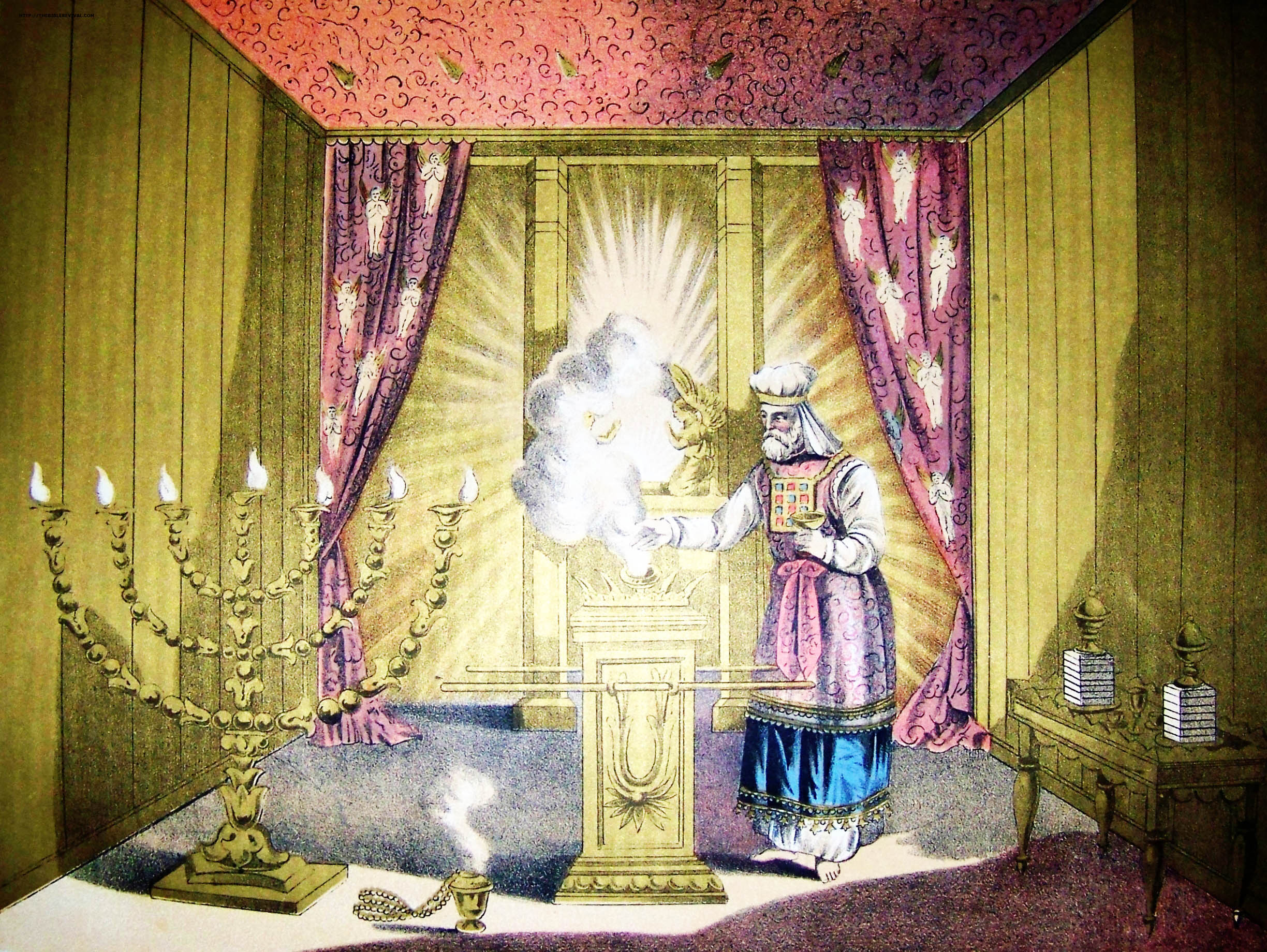
Marele Preot în sfânta sfintelor (ilustrație din secolul al XIX-lea)

Mare preot (în ebraică כהן גדול, transliterat: Cohen Gadol) sau arhiereu (din grecescul ἀρχιερεύς, "preot-șef") a fost o funcție religioasă la evrei, care a existat până la distrugerea Templului din Ierusalim în anul 70. Există și locuțiunea nescripturistică de mare preot al lui Israel. În ultima perioadă de existență a templului, funcția se reducea la cea de mare preot al Sinedriului (v. Anna si Caiafa).